# 1335年
| 千纪： | 2千纪 |
| 世纪： | 13世纪 \| 14世纪 \| 15世纪                                                                                 |
| 年代： | 1300年代 \| 1310年代 \| 1320年代 \| 1330年代 \| 1340年代 \| 1350年代 \| 1360年代                           |
| 年份： | 1330年 \| 1331年 \| 1332年 \| 1333年 \| 1334年 \| 1335年 \| 1336年 \| 1337年 \| 1338年 \| 1339年 \| 1340年 |
| 纪年： | 乙亥年（猪年）；元元统三年，至元元年；越南開祐七年；日本南朝建武二年                                       |

## 大事记
- 六月，欽察人燕帖木兒的兒子唐其勢陰謀推翻元順帝，另立元文宗義子答剌海。右丞相伯顏粉碎唐其勢叛亂後勢力大增。
- 順帝被迫下詔罷除左丞相，專命伯顏為中書右丞相，史稱「伯顏專權」。
- 元朝專權的右丞相伯顏使得元顺帝下詔停止科舉取士，因為伯顏專權到至元六年（1340年）二月，原本定於至元二年（1336年）和至元五年（1339年）在大都舉行的兩次科舉取士都被迫停止，史稱「至元廢科」。
- 中先代之亂，北條氏殘黨聯合公家的西園寺公宗企圖暗殺後醍醐天皇的計畫失敗。
- 足利尊氏起兵反抗朝廷。
- 伊兒汗國末代汗王不賽因死後無嗣，伊兒汗國遂陷於分裂局面，出現丘拜尼王朝、卡爾提德王朝、札剌亦兒王朝等割據勢力，阿里不哥之玄孫阿兒巴乘機繼位，但已失去控制汗國能力，伊兒汗國的汗位直到1353年正式斷絕。
- 鄂圖曼帝國將首都從瑟於特遷到布爾薩。
- 1335-1342,印度遭受长期干旱和饥荒。[1]

## 出生
- 10月27日─李成桂，朝鮮王朝開國君主。

## 逝世
- 不賽因，伊兒汗國的第九任君主。
- 答納失里（蒙古語：Данашири，1320年－1335年），欽察部人，元順帝第一任皇后，太師、太平王燕鐵木兒的女兒。